# Ishrat Hovli
 (décembre 2023).
 (décembre 2023).
Ishrat Hovli est un monument historique situé dans la citadelle de Khiva, Itchan Kala, construit entre 1832 et 1834. Le bâtiment se trouve dans la partie est de Tash Hauli et servait d'hôtel pour les invités du souverain.
Actuellement, il est inclus dans la liste du patrimoine culturel matériel de l'Ouzbékistan d'importance républicaine et est également inscrit sur la liste du patrimoine mondial de l'UNESCO,.

## Histoire
Ishrat Hovli a été commandé par Allakuli Khan en tant qu'annexe dans la cour de Tash Hauli, qui était le palais principal du Khan de Khiva à l'époque. La superficie totale de la construction est de 43 × 36,5 mètres. Le bâtiment était utilisé pour des cérémonies, des divertissements culturels et des réceptions d'ambassadeurs. L'entrée sud des pièces passait par une entrée à colonne unique. L'entrée principale est décorée de colonnes en bois sculpté et de panjara (treillis de fenêtre orné dans les pays de l'Asie centrale médiévale). Le portail d'entrée du bâtiment est orné de majolique avec un plafond peint lumineux et de petites tours sur les côtés, qui rappellent l'intérieur d'un théâtre et sont empreints de solennité. L'intérieur du bâtiment est décoré de sculptures selon la technique du gancha (mélange de plâtre artificiel ou rarement naturel), de muqarnas et d'arbres et de fruits en fleurs en noir, bleu et rouge. Au milieu de la cour, un espace circulaire en brique a été aménagé pour les vacances d'été.
Autour du périmètre de la cour d'Ishrat Hovli, des chambres d'hôtes et des services avec iwans sont aménagés au deuxième étage, et au milieu de la cour, sur un espace circulaire surélevé, une yourte était traditionnellement dressée pour recevoir les invités nomades. Dans Ishrat Hovli, la date de construction de 1832 était gravée sur la base en marbre du grand iwan.
D'abord, la cour traditionnelle de réceptions, appelée Arzhon, a été construite, suivie de l'Ishrat Hovli. Les deux cours sont décorées de hauts quinets, et leur côté sud est fermé par la salle principale. Sur les trois autres côtés, les cours étaient entourées de locaux destinés aux courtisans. Au-dessus d'eux, au deuxième étage, se trouvent des chambres avec de profondes loggias, dont les toits sont soutenus par de fines colonnes sculptées. C'est ici que le Khan analysait les plaintes et présidait la cour, et par une sortie spéciale, les condamnés étaient emmenés pour être exécutés en public.
Dans la conception, les constructeurs du palais ont fait appel à la fois aux traditions des anciennes demeures khorezmiennes (par exemple, l'organisation de la partie féminine dans le harem) et à la tradition de l'architecture de forteresse, ce qui s'est exprimé dans l'organisation des façades externes aveugles.